# قرع (طب)
القرع (بالإنجليزية: Percussion)‏ هو طريقة نقر على سطح لبيان التركيب الداخلي في الطب، ويستخدم في الفحص السريري لتقييم حالة الصدر أو البطن، وهو واحد من خمسة طرق للفحص السريري، إضافة إلى المعاينة والجس والتسمع والاستعلام من المريض أو من معه.
يكون القرع بواسطة الإصبع الأوسط لإحدى اليدين على الإصبع الأوسط لليد الأخرى مع استخدام المعصم. يتم وضع الإصبع الثانية (المعروفة باسم المستقرعة) بحزم على الجسم على الأنسجة. عندما يكون القرع على المناطق عظمية مثل الترقوة يمكن إلغاء استخدام المستقرعة والعظام واستغلالها مثل مباشرة كما هو الحال عند القرع على الآفة القمية الجوفية الرئوية النموذجية لمرض السل.